# Johan Verbist
Johan Verbist est un arbitre de football belge né le 13 avril 1966.

## Carrière
Johan Verbist a commencé sa carrière d'arbitre en 1983 à l'âge de 17 ans, lors d'un match de jeunes du KFC Duffel match au cours duquel, il a dû remplacer au pied levé un arbitre absent. En 1990 , il a arbitré son premier match officiel. Un an plus tôt, il était déjà actif en Promotion comme juge de ligne.
Le 12 mai 1996, il fait ses débuts en première division belge avec ses assistants Fernand Weytens et Pieter Polfliet lors du match entre le KSV Waregem et Saint-Trond VV. Depuis lors, il a arbitré régulièrement en première division belge et néerlandaise . En 2004 et 2014 il a été élu arbitre belge de l'année.[réf. nécessaire]
Verbist a arbitré de nombreux matchs européens durant sa carrière. il a notamment dirigé Schalke 04 , le Bayern Munich, le Steaua Bucarest et le Sporting Portugal. En 2010, il a mis fin à sa carrière internationale. Il dirigea son dernier match européen le 15 juillet 2010 lors des qualifications pour la Ligue Europa entre le FK Atyrau et Győri ETO FC.
Il est nommé par l'Union belge de football coordinateur de l’arbitrage du football rémunéré en juillet 2016 en remplacement de Paul Allaerts.

## Distinction personnelle
- Arbitre belge de l'année : 2004 & 2014

## Désignation
- Coupe de Belgique : en 2002, 2013 et en 2016
- Supercoupe de Belgique : en 2002, 2005, 2007, 2009, 2010

## Statistiques
Statistiques de Johan Verbist en tant qu'arbitre élite belge.
| Compétition                   | Saisons | Matchs | Averti | Carton rouge |
| Jupiler League                | 16      | 256    | 945    | 46           |
| Division 2                    | 4       | 13     | 35     | 1            |
| Coupe de Belgique             | 10      | 17     | 63     | 5            |
| Supercoupe de Belgique        | 5       | 5      | 15     | 0            |
| Eredivisie                    | 9       | 12     | 42     | 2            |
| Ligue des champions de l'UEFA | 1       | 1      | 5      | 0            |
| Ligue Europa                  | 2       | 2      | 9      | 0            |
| Coupe UEFA                    | 8       | 15     | 54     | 2            |
| Coupe Intertoto               | 1       | 1      | 3      | 0            |
| Matchs internationaux         | 4       | 9      | 26     | 0            |

### Matchs internationaux
| Date             | Lieu                    | Match                       | Résultat | Compétition                        | Averti | Carton rouge |
| ---------------- | ----------------------- | --------------------------- | -------- | ---------------------------------- | ------ | ------------ |
| 29 mars 2003     | Minsk, Biélorussie      | Biélorussie – Moldavie      | 2 – 1    | Qualifications Euro 2004           | 2      | 0            |
| 28 avril 2004    | Sofia, Bulgarie         | Bulgarie – Cameroun         | 3 – 0    | Match amical                       | 1      | 0            |
| 9 février 2005   | Skopje, Macedoine       | Macédoine du Nord – Andorre | 0 – 0    | Qualifications Coupe du Monde 2006 | 7      | 0            |
| 7 septembre 2005 | Bakou, Azerbaïdjan      | Azerbaïdjan – Autriche      | 0 – 0    | Qualifications Coupe du Monde 2006 | 7      | 0            |
| 8 octobre 2005   | Dnipropetrovsk, Ukraine | Ukraine – Albanie           | 1 – 1    | Qualifications Coupe du Monde 2006 | 0      | 0            |
| 1er juin 2006    | Oslo, Norvège           | Norvège – Corée du Sud      | 0 – 0    | Match amical                       | 0      | 0            |
| 2 septembre 2006 | Tallinn, Estonie        | Estonie – Israël            | 0 – 1    | Qualifications Euro 2008           | 2      | 0            |
| 24 mars 2007     | Graz, Autriche          | Autriche – Ghana            | 1 – 1    | Match amical                       | 3      | 0            |
| 3 juin 2010      | Bruxelles, Belgique     | Mexique – Italie            | 2 – 1    | Match amical                       | 4      | 0            |